# Kaiteriteri
Kaiteriteri je malé městečko na Novém Zélandu. Leží blízko Motueky na severním pobřeží Jižního ostrova. Žije zde pouhých 2000 obyvatel. Každoročně se zde koná veliký běžecký závod – maraton. Oblast je vyhledávaná turisty pro svoji velkou pláž.